# Медленные лошади
«Медленные лошади» (англ. Slow Horses) — британский телесериал в жанре шпионского триллера, основанный на серии романов Мика Геррона. Премьера первого сезона, «Медленные лошади», состоялась на Apple TV+ 1 апреля 2022 года, премьера второго сезона «Мёртвые львы» — 2 декабря 2022 года. В июне 2022 года сериал был продлён на третий и четвёртый сезоны. Премьера третьего сезона, «Реальные тигры», состоялась 29 ноября 2023 года, премьера четвёртого сезона «Улица призраков» — 4 сентября 2024 года. В январе 2024 года он был продлён на пятый сезон, который будет основан на пятой книге серии «Лондонские правила». В октябре 2024 года, перед премьерой четвёртого сезона, он был продлён на шестой сезон, который будет основан на шестой и седьмой книгах серии "Страна Джо и «Слау-Хаус».

## Сюжет
После провала тренировочного задания агент британской контрразведки MI5 Ривер Картрайт сослан в отдел «Медленные лошади» в «Слау Хаусе», административное чистилище для отказников. Картрайт и его товарищи по службе, известные как «медленные лошади», вынуждены терпеть скучные, бумажные задания и своего жалкого начальника Джексона Лэмба, который ждёт, что они сами уволятся от скуки и разочарования. Жизнь в «Слау Хаусе» проходит в скуке, пока «медлительные лошади» не оказываются втянутыми в опасную авантюру, затеянную в главном управлении MI5 в Риджентс-парке.

## В ролях

### В главных ролях
- Гэри Олдмен — Джексон Лэм, глава Слау-хаус, отличающийся неряшливым внешним видом и пристрастием к выпивке. За дурными привычками скрываются острый ум и способности опытного офицера контрразведки.
- Джек Лоуден — Ривер Картрайт, подающий надежды агент МИ5, сосланный в Слау-хаус после провала тренировочного задания.
- Кристин Скотт Томас — Диана Тавернер, первый заместитель генерального директора МИ5 и руководитель операций.
- Софи Оконедо — Ингрид Тирни (сезон 3; гостевая роль в сезоне 1), генеральный директор МИ5.
- Джонатан Прайс — Дэвид Картрайт (сезон 4; гостевая роль в сезонах 1-3), дед Ривера Картрайта, отставной офицер МИ5.

### Приглашённые гости
- Шопе Дирису — Шон Донован (сезон 3), бывший начальник службы безопасности британского посольства в Стамбуле.
- Кэтрин Уотерстон — Элисон Данн (сезон 3), агент МИ5 в Стамбуле, которая узнаёт о тайной операции МИ5.

### Слау-хаус
- Саския Ривз — Кэтрин Стэндиш, администратор Слау-хаус, алкоголик в завязке.
- Розалинда Элеазар[англ.] — Луиза Гай, переведена в Слау-хаус после потери подозреваемого во время слежки.
- Кристофер Чанг — Родди Хо, компьютерный эксперт и бывший хактивист, на чьи блестящие технические навыки полагаются «Медленные лошади».
- Дастин Демри-Бернс — Мин Харпер (сезоны 1—2), переведён в Слау-хаус после того, как оставил в поезде сверхсекретный диск.
- Оливия Кук — Сидония «Сид» Бейкер (сезон 1), компетентный агент МИ5, переведена в Слау-хаус для присмотра за Ривером.
- Стивен Уоддингтон — Джед Муди (сезон 1), бывший член «Псов», подразделения внутренних дел и тактики МИ5.
- Пол Хиггинс — Струан Лой (сезон 1), переведён в Слау-хаус после отправки неуместного рабочего электронного письма.
- Эйми-Фион Эдвардс — Ширли Дандер (сезон 2 — настоящее время), у которой есть проблемы с гневом и наркотиками.

### Второстепенный состав
- Крис Рейли — Ник Даффи, (сезоны 1—3), глава отдела внутренних расследований и тактического подразделения МИ5, известного как «Псы».
- Сэмюэл Уэст — Питер Джадд, член британского парламента от консерваторов (сезон 1), министр внутренних дел Великобритании (сезоны 2—3).
- Крис Когхилл — Хоббс (сезоны 1 и 3), член команды «Псов».
- Фредди Фокс — Джеймс «Паук» Уэбб (сезоны 1—3), агент МИ5, работающий в штаб-квартире в Риджентс-парке.

Персонажи, появляющиеся в первом сезоне
- Антонио Аакил — Хассан Ахмед, студент Лидского университета, похищенный «Сынами Альбиона».
- Пол Хилтон — Роберт Хобден, опальный журналист, связанный с ультраправыми.
- Сэм Хэзелдайн — Мо, лидер ультраправой экстремистской группировки «Сыны Альбиона».
- Брайан Вернел — Керли, член «Сынов Альбиона».
- Стивен Уолтерс — Зеппо, член «Сынов Альбиона».
- Дэвид Уолмсли — Ларри, член «Сынов Альбиона».
- Джеймс Фолкнер — Чарльз Партнер, бывший генеральный директор МИ5 во время Холодной войны, личным помощником которого являлась Стэндиш.

Персонажи, появляющиеся во втором сезоне
- Раде Шербеджия — Николай Катинский, бывший агент КГБ, живущий в изгнании в Лондоне после побега в конце Холодной войны.
- Марек Вашут[англ.] — Андрей Черницкий, бывший оперативник и киллер КГБ, действовавший в годы Холодной войны.
- Алек Утгофф — Аркадий Пашкин, доверенное лицо и фиксер олигарха Ильи Невского.
- Кэтрин Маккормак — Алекс Троппер, местная жительница из маленькой деревушки Апшот, жена Дункана и мать Келли.
- Эдриан Роулинс — Дункан Троппер, владелец паба в Апшоте, муж Алекс и отец Келли.
- Тэмсин Топольски — Келли Троппер, работает в пабе в Апшоте, дочь Алекса и Дункана.
- Фил Дэвис — Ричард Боу, бывший офицер МИ5, который попал в опалу и давно вышел в отставку.

Персонажи, появляющиеся в третьем сезоне
- Сион Дэниел Янг — Дуглас, хранительница документов МИ5.
- Чарли Роу — Бен, член команды Донована.
- Элиот Солт — Сара, член команды Донована.
- Гэвин Споукс —Слай Монтейт, глава частной охранной фирмы «Атаман».
- Ник Блад — Стерджес, оперативник «Атамана».

## Список серий

### Обзор сезонов
| Сезон | Сезон | Название         | Эпизоды | Оригинальная дата показа | Оригинальная дата показа |
| Сезон | Сезон | Название         | Эпизоды | Премьера сезона          | Финал сезона             |
| ----- | ----- | ---------------- | ------- | ------------------------ | ------------------------ |
|       | 1     | Медленные лошади | 6       | 1 апреля 2022            | 29 апреля 2022           |
|       | 2     | Мёртвые львы     | 6       | 2 декабря 2022           | 30 декабря 2022          |
|       | 3     | Реальные тигры   | 6       | 29 ноября 2023           | 27 декабря 2023          |
|       | 4     | Улица призраков  | 6       | 4 Сентября 2024          | 9 Октября 2024           |

### Сезон 1 (2022)
| № общий | № в сезоне | Название                                     | Режиссёр    | Автор сценария               | Дата премьеры  |
| --- | ---------- | -------------------------------------------- | ----------- | ---------------------------- | -------------- |
| 1 | 1          | «Недотёпство заразно» «Failure's Contagious» | Джеймс Хоуз | Уилл Смит                    | 1 апреля 2022  |
| После серьёзной ошибки во время учений в лондонском аэропорту Станстед агент МИ5 Ривер Картрайт вместо увольнения переводится на работу в Слау-хаус, прибежище для агентов-неудачников. Начальник Джексон Лэм поручает Риверу вести наблюдение за журналистом Робертом Хобденом, связанным с ультраправыми политиками — членом парламента Питером Джаддом и Роджером Симмондсом. Его коллега Сидони «Сид» Бейкер также получает задание следить за Хобденом и незаметно копирует в кафе содержимое его флешки. Риверу к его большому удивлению поручают доставить флешку в штаб-квартиру МИ5 в Риджентс-парке. Хобден звонит нескольким коллегам-журналистам, утверждая, что у него есть информация о готовящемся теракте. Картрайт навещает своего деда, который рассказывает, что карьера Хобдена рухнула, когда его имя появилось в списке спонсоров Британской патриотической партии, и он всегда винил МИ5 в утечке информации. Он предупреждает Картрайта, что если МИ5 использует Слау-хаус для слежки за Хобденом, то они опасаются ответной реакции, и Ривер находится под ударом. Стэндиш посещает собрание анонимных алкоголиков. Ультраправая группировка «Сыны Альбиона» похищает британского студента пакистанского происхождения Хассана Ахмеда и объявляет, что обезглавит его на рассвете следующего дня. Ривер нарушает приказ и покидает Слау-хаус, чтобы продолжить расследование. |            |                                              |             |                              |                |
| 2 | 2          | «Работа под градусом» «Work Drinks»          | Джеймс Хоуз | Уилл Смит                    | 1 апреля 2022  |
| Похитители Хассана — Мо, Ларри, Керли и Зеппо — держат его в заложниках в подвале лондонского дома; выясняется, что за похищением стоит Симмондс. Картрайт, скопировавший содержимое USB-накопителя Хобдена перед доставкой его в Риджентс-парк, понимает, что он не содержит никакой полезной информации, и воздействует на агента Джеймса «Паука» Уэбба, чтобы тот подтвердил то же самое. Во флэшбэках Стэндиш показаны воспоминания о смерти Чарльза Партнера, бывшего коллеги её и Лэма. Киберэксперт Слау-хауса Родди Хо обнаруживает, что не может взломать ноутбук Хобдена, так как он находится в физической изоляции. Заместитель генерального директора МИ5 Диана Тавернер обращается к сотруднику Слау-хауса Джеду Муди и даёт ему секретное поручение. Два других члена Слау-хауса Мин Харпер и Луиза Гай встречаются в пабе после работы и сетуют на свои неудавшиеся карьеры. Во время слежки за Хобденом Сид признается Картрайту, что перешла в команду Лэма, чтобы следить за Картрайтом. Они видят, как человек в маске входит в дом Хобдена, и преследуют его. Обнаруживается, что журналист смог уничтожить жесткий диск ноутбука с помощью термитной смеси. Хобден сбегает, пока Ривер и Сид сражаются с человеком в маске, который убегает, ранив Сид в голову. |            |                                              |             |                              |                |
| 3 | 3          | «Непрофессионально» «Bad Tradecraft»         | Джеймс Хоуз | Уилл Смит                    | 8 апреля 2022  |
| Сид, живую, но в критическом состоянии, доставляют в больницу оперативники службы безопасности МИ5, которые задерживают Картрайта. Лэм освобождает его, и оба приходят к выводу, что Муди был стрелком, посланным убить Хобдена. Муди возвращается в Слау-хаус и нападает на Мин и Луизу, когда они поздно ночью возвращаются в офис, но погибает, сломав шею при падении с лестницы во время потасовки. Лэм предполагает, что Слау-хаус будет обвинен в операции, которую проводит Риджентс-парк, если она провалится. На встрече с Лэмом Тавернер рассказывает, что Ахмед — племянник заместителя начальника пакистанской военной разведки. Его похищение и предполагаемое спасение — несанкционированная операция под ложным флагом, спланированная ею самой с целью потенциального расширения сотрудничества с Пакистаном, а также нейтрализации и запугивания ультраправых. Она утверждает, что у неё есть оперативник, внедренный в «Сыны Альбиона», который организовал похищение Хассана, но также будет способствовать его спасению. Также выясняется, что Стэндиш едва избежала обвинения в государственной измене из-за смерти Партнера. Хобден встречается с членом парламента Питером Джаддом и пытается убедить его обнародовать информацию о том, что похищение Хассана — подстава, и казнь не состоится, но получает отказ. Керли ранее тайно совершал несколько звонков с помощью телефона с карточкой предоплаты; подразумевается, что он — «крот» Тавернер. Хассан пытается бежать, но безуспешно, и Мо угрожает ему. Тавернер предлагает команде Лэма подать сигнал кроту о начале зачистки и позволить ему сбежать вместе с Хассаном. Лэм, Картрайт, Мин и Луиза прибывают в дом, но он оказывается пустым, а на кухне лежит обезглавленный труп Мо. |            |                                              |             |                              |                |
| 4 | 4          | «Приёмные часы» «Visiting Hours»             | Джеймс Хоуз | Морвенна Бэнкс               | 15 апреля 2022 |
| Выясняется, что Мо (настоящее имя Алан Блэк) являлся «кротом» Тавернер, но был разоблачён и убит Керли, который затем скрылся вместе с Зеппо, Ларри и Хассаном. После отбытия из Лондона Зеппо и Ларри заявляют, что они никогда не собирались убивать Ахмеда, и рассматривают идею его освобождения, но их всё больше беспокоит неуравновешенное поведение и риторика Керли. Лэм и его команда бегут из дома до прибытия «Псов», понимая, что, поскольку операция прошла не по плану, всю вину возложат на Слау-хаус. Картрайту удаётся сбежать с Родди Хо до того, как его возьмут под стражу, а Мин и Луиза не могут помочь своему коллеге Струану, которого забирают оперативники. Тавернер несколько раз звонит Стэндиш и утверждает, что Лэм причастен к смерти Чарльза Партнера, но Стэндиш остаётся верна Лэму. Их обоих задерживают Джеймс Уэбб и начальник «Псов» Ник Даффи, которые после обыска Лэма, заставляют их сесть в машину. По пути в Риджентс-парк Стэндиш удается освободить себя и Лэма, найдя в сумочке пистолет Glock 17, который Лэм забрал у Муди и подбросил ей. Узнав о последствиях неудачной операции, генеральный директор МИ5 Ингрид Тирни уходит с заседания Госдепартамента США и возвращается в Великобританию, дав Тавернер ограниченное время на то, чтобы замять дело. Тавернер манипулирует Струаном, заставляя его дать ложные показания о том, что Лэм, а не она, был организатором несанкционированной операции с участием Блэка. |            |                                              |             |                              |                |
| 5 | 5          | «Фиаско» «Fiasco»                            | Джеймс Хоуз | Марк Дентон и Джонни Стоквуд | 22 апреля 2022 |
| Остальные члены команды собираются вновь, и Ривер вспоминает, как следил за тайной встречей Тавернер c Аланом Блэком и сделал их совместные фотографии. Лэм возвращает машину Даффи в штаб-квартиру МИ5 в Риджентс-парке и требует разговора с Тавернер. Она предлагает ему выход из положения: он будет уволен со службы, но не обвинен в госизмене, а также информирует, что Сид умерла в больнице. Лэм сообщает Тавернер, что в багажнике машины, которую он вернул, находится бомба, что позволяет Картрайту пробраться внутрь здания, пока служба безопасности Даффи проводит обыск. Картрайт подстерегает Уэбба в кабинете и утверждает, что во время учений в аэропорту Станстед Уэбб по указке Тавернер дал Картрайту неверное описание подозреваемого, чтобы подставить Картрайта и понизить его в должности, так как ранее он заснял разговор Тавернер и Блэка. Картрайт находит свои фотографии и вместе с Лэмом угрожает рассказать генеральному директору МИ5 и прессе о нелегальной операцию Тавернер. Стэндиш и Хо удаётся выявить фургон, используемый «Сынами Альбиона», поскольку он связан с предыдущим вымышленным именем, использовавшимся Блэком, и они начинают его отслеживать. Когда заканчивается топливо, Керли объявляет, что всё ещё планирует обезглавить Ахмеда и умереть при сопротивлении аресту, но Зеппо берет командование на себя, вытащив пистолет, который он тайно взял с трупа Блэка. Хассан говорит похитителям, что его дядя даст им большие деньги за его безопасное возвращение. Однако после дозаправки Керли убивает Зеппо и восстанавливает контроль над ситуацией. |            |                                              |             |                              |                |
| 6 | 6          | «Безрассудство» «Follies»                    | Джеймс Хоуз | Уилл Смит                    | 29 апреля 2022 |
| Тавернер приходит домой к Джадду и рассказывает, что звонки, которые он сделал своим ультраправым знакомым после визита Хобдена, привели к срыву миссии и смерти Блэка. Тирни возвращается из США и приказывает уладить ситуацию после того, как Тавернер продолжает лгать ей об операции. Керли под дулом пистолета заставляет Ларри и Хассана отправиться в лес, где он планирует обезглавить пленника. Однако Ларри освобождает Хассана и нападает на Керли с топором, а затем уезжает на фургоне, что позволяет раненому Керли схватить Хассана. Ларри прибывает в морской порт Харидж, но его расстреливают «Псы» по приказу Тирни, который подкидывает трупу пистолет, чтобы оправдать убийство. Керли готовится убить Хассана возле замка, который, по его мнению, является норманским, но Ахмед указывает, что на самом деле это архитектурный каприз. Лэм, Картрайт, Мин и Луиза при помощи Родди выслеживают их у замка. Керли и Ривер вступают в короткую перестрелку, после чего Хассан вырубает его камнем. Прибывают «Псы», но группа не дает им убить задержанного Керли. После успешного завершения операции Родди сообщает Ривер, что в базах данных нет личности по имени Сид Бейкер, и, возможна, она всё ещё жива. Даффи убивает Хобдена, толкнув его под мусоровоз. Выясняется, что Чарльз Партнер был бывшим генеральным директором МИ-5 и по официальной версии покончил жизнь самоубийством, поскольку его шантажировала иностранная разведка. Лэм говорит Стэндиш, что дал пистолет Партнеру, который был близким другом. Во флэшбэках показано, что на самом деле Лэм убил Партнера и обставил это как самоубийство по приказу деда Ривера Дэвида Картрайта.                                                                                    |            |                                              |             |                              |                |

### Сезон 2 (2022)
| № общий | № в сезоне | Название                                        | Режиссёр         | Автор сценария               | Дата премьеры   |
| --- | ---------- | ----------------------------------------------- | ---------------- | ---------------------------- | --------------- |
| 7 | 1          | «Последняя остановка» «Last Stop»               | Джереми Ловеринг | Уилл Смит                    | 2 декабря 2022  |
| Бывший полевой агент МИ5 Ричард Боу узнаёт человека, пытавшего его во время Холодной войны, и следует за ним, но умирает от сердечного приступа в автобусе. Джексон Лэм, проводя расследование, находит спрятанный под сиденьем телефон Боу с сообщением «цикада» и заставляет команду Слау-хауса копать глубже. Ривер беседует со своим дедом о смерти Боу. Дэвид обсуждает конспирологическую тему «цикад» — русских спящих агентов, глубоко внедренных в британское общество, которую МИ5 отвергла как мистификацию после того, как не было найдено никаких спящих агентов, и они пришли к выводу, что предполагаемого организатора программы Александра Попова не существовало. Он рассказывает Риверу, что Боу в Восточном Берлине незадолго до падения Стены ушёл в самоволку и, как предполагалось, дезертировал. Однако он вернулся вдрызг пьяным, твердя, что Попов с сообщниками похитили его, пытали и силком накачали бренди; Боу не поверили и уволили с работу. Дэвид не верит в версию Ривера о том, что смерть Боу была делом рук ФСБ или связана с заговором, но предупреждает Ривера быть осторожным. Мин и Луиза прикомандированы к Уэббу для обеспечения безопасности тайной встречи в Гласс-хаусе между ним и Аркадием Пашкиным, представителем российского энергетического олигарха и перебежчика Ильи Невского. Хо и новенькая Ширли Дандер получают записи камер видеонаблюдения из автобуса и поезда, которые показывают, что человек, за которым следил Боу, незаметно отравил его, а затем сел на другой поезд до Страуда в Котсуолдсе. Ривер приходит к Лэму и сообщает, что знает о «цикадах» и собирается в Страуд для продолжения расследования. |            |                                                 |                  |                              |                 |
| 8 | 2          | «Из Апшотта с любовью» «From Upshott with Love» | Джереми Ловеринг | Морвенна Бэнкс               | 2 декабря 2022  |
| Лэм встречается с Николаем Катинским, бывшим агентом КГБ и перебежчиком. Он утверждает, что, находясь в Восточном Берлине, подслушал, как Попов требовал, чтобы финансирование программы «Цикада» не прекращалось и после распада Советского Союза. Внешность собеседника Попова — Андрея Черницкого, совпадает с описанием убийцы Боу. Ривер подкупает таксиста в Страуде, который рассказывает, что отвёз Черницкого в аэроклуб в Апшоте, но получил деньги за молчание и указание позвонить по номеру, если о его пассажире будут расспрашивать. Хо отслеживает телефон, который находится в Эстонии. Лэм встречается с Тавернер и убеждает её профинансировать поддельное удостоверение личности и пакет прикрытия для Ривера, которому он поручает заняться расследованиям деятельности аэроклуба и его владельца, Дункана Троппера. Тавернер проводит переговоры с теперь уже министром внутренних дел Питером Джаддом по поводу крупной антикапиталистической акции протеста в Лондоне. Уэбб рассказывает Тавернер о своей запланированной встрече с Пашкиным, и она даёт добро, несмотря на договоренность Великобритании с Москвой, согласно которой МИ5 не ведёт дел с Невским, критиком российского правительства. Мин и Луиза встречаются с оперативниками службы безопасности Пашкина Петром и Кириллом, но русские лгут о том, где они остановились. Мин тайно следует за ними в район коммерческой застройки на Эджвер-роуд, но его засекает Пётр, который приставляет к его голове пистолет. |            |                                                 |                  |                              |                 |
| 9 | 3          | «Кто кого перепьёт» «Drinking Games»            | Джереми Ловеринг | Морвенна Бэнкс               | 9 декабря 2022  |
| Угроза пистолетом оказывается шуткой, и Петр приглашает Мина выпить водки с ним и Кириллом. Русские прерывают встречу, когда к ним приходит друг. Мин едет домой пьяным на велосипеде и погибает, когда его якобы сбивает машина. Полагая, что он тоже был целью, Лэм изучает досье водителя, Ребекки, и обнаруживает, что она раньше жила во Владивостоке. Во время беседе с ней Ребекка признается, что её подкупили; она не была за рулём автомобиля в момент аварии, а Мина убили в другом месте. Джадд намерен выступить с речью в лондонском Сити в день протестов. Для обеспечения безопасности его должен сопровождать Ник Даффи, лидер «Псов», тактического и охранного подразделения, но он требует, чтобы вместо него к нему присоединилась Тавернер. Новичок Маркус Лонгридж заменяет Мина на задании с Пашкиным и признаётся Луизе, что у него игровая зависимость, из-за которой его и сослали в Слау-хаус. Хо, Дандер и Стэндиш выясняют, что Черницкий не покидал Великобританию, а в аэропорту подбросил свой телефон в багаж фолк-группы, отправляющейся на гастроли в в Эстонию. Под видом журналиста The Times Ривер знакомится с Келли, барменом паба и дочерью подозреваемого спящего агента Дункана Троппера. От нее он узнает, что Троппер и его жена Алекс были студентами-радикалами, переехавшими в деревню из Лондона. Семья приглашает его на ужин и знакомит со своим другом Лео, который на самом деле оказывается Черницким. |            |                                                 |                  |                              |                 |
| 10 | 4          | «Цикада» «Cicada»                               | Джереми Ловеринг | Марк Дентон и Джонни Стоквуд | 16 декабря 2022 |
| Ребекка рассказывает, что на Мина напали Пётр и Кирилл, которые переехали его машиной, а добил его Черницкий ампулой с ядом, после чего смерть Мина была инсценирована. Лэм узнает, что Катинский является тройным агентом; он согласился помочь русским и отвлечь Лэма в обмен на отсутствие последствий своего дезертирства десятилетиями ранее. Стэндиш беседует с Виктором Крымовым, посредником, который организовал встречу Пашкина и Уэбба. Лэм предполагает, что Крымов солгал о том, что Пашкин является представителем Невского. Лэм в компании с Дандер посещает особняк Невского и обнаруживают, что он застрелился после того, как его облучили радиацией. Луиза встречается с Пашкиным в его отеле, вооружившись канцелярским ножом, и намерена пытать его как виновника смерти Мина. Её останавливает Лонгридж. Лэм приказывает Луизе отступить, поскольку Пашкин не расколется, и просит прийти на завтрашнюю встречу как ни в чём не бывало. Он приближается к зданию МИ5 в Риджентс-парке. Черницкий покидает дом Тропперов, его преследует Ривер, который обнаруживает его и Катинского в аэроклубе рядом с самодельным взрывным устройством. Алекс Троппер приходит в ангар и объясняет, что Катинский — их друг со студенческих времени. Она обезвреживает Ривера электрошокером, тем самым раскрывая, что «спящий агент» — это она. |            |                                                 |                  |                              |                 |
| 11 | 5          | «Политическое закулисье» «Boardroom Politics»   | Джереми Ловеринг | Марк Дентон и Джонни Стоквуд | 23 декабря 2022 |
| После того как Алекс взлетает, Катинский сообщает Риверу, что они планируют протаранить самолётом Гласс-хаус. Дункан и Келли находят и развязывают Ривера, и ему удается убедить их, что Алекс — «крот» русских. Ривер вызывает «Код Сентябрь», и заставляет Тавернер эвакуировать Джадда с его выступления на Королевской бирже и митингующих из окрестностей Гласс-хауса. Лэм шантажирует Даффи, чтобы попасть в архивный отдел Риджентс-парка. Он догадывается, что Катинский — резидент, стоящий за программой «Цикада» (хотя после дезертирстве в Лондон выдавал себя за мелкую сошку во избежание подозрений), и он был куратором предателя из самой верхушки МИ5. Стэндиш выигрывает у Крымова партию в шахматы и узнает, что именно Катинский, а не Пашкин выходил на Крымова для организации встречи с Уэббом. Катинский также специально попросил подключить к делу команду Лэма. Встреча Пашкина и Уэбба в Глсс-хаусе проходит по плану. Однако срабатывает сигнал эвакуации, и Пашкин достаёт пистолет. Луиза объясняет Уэббу, что Пашкин, скорее всего, из ФСБ, и что он уже убил Невского. Пашкин стреляет в Уэбба и сбегает с Петром, заперев агентов внутри. Лонгридж стреляет в Кирилла из пистолета, который он спрятал под столом конференц-зале. Хо и Дандер выслеживают Черницкого на вокзале в центре Лондона и преследуют его во время эвакуации. |            |                                                 |                  |                              |                 |
| 12 | 6          | «Старые счета» «Old Scores»                     | Джереми Ловеринг | Уилл Смит                    | 30 декабря 2022 |
| Луиза допрашивает умирающего Кирилла и узнаёт, что Пашкин и его сообщники должны были опустошить в Гласс-хаусе счета Невского, пока шла эвакуация из здания. Ривер обнаруживает бомбу, оставленную на аэродроме, и, поняв, что атака на Гласс-хаус была подставой, звонит Тавернер для отмены кода «Сентябрь». Алекс изменяет курс самолёта, когда Гласс-хаус был закрыт достаточно долго для совершения ограбления. Хо сообщает Риверу, что пункт назначения Черницкого — Танбридж-Уэллс, где живет его дед Дэвид. В поезде Черницкий нападает на Хо, но после того, как Дандер садится в поезд и помогает сразиться с ним, Черницкий сбегает. Лэм звонит Катинскому, догадавшись, что он и есть якобы вымышленный русский шпион «Александр Попов», куратор программы «Цикад». Катинский рассказывает, что он также намеревался убить Лэма в отместку за Чарльза Партнера, его «крота» в МИ5. Зная об этом, Лэм уже сообщил Дэвиду, что тот является еще одной потенциальной целью из-за его причастности к убийству Партнера. К тому времени, когда Ривер вместе с Келли прилетает в Танбридж-Уэллс на самолете, Дэвид уже устроил засаду и убил Черницкого из дробовика. Луиза и Лонгридж убивают Пашкина, когда он пытается на вертолёте сбежать из Гласс-хаус, предав и убив Петра. Понимая, что его перехитрили, Катински подстрекает Лэма убить его. Но Лэм оставляет Катинского наедине с одним оставшимся патроном в револьвере, и Катинский совершает самоубийство. Тавернер и Джадд создают «легенду» для оправдания использования кода «Сентябрь». Они обвиняют в произошедшем сбой системы безопасности и премьер-министра, отказавшего в финансировании на её модернизацию, тем самым повышая шансы Джадда против него на следующих выборах. Лэм просит Тавернер разместить мемориальную табличку для Мина вместе с другими погибшими агентами МИ5 в церкви Сент-Ленарда, но получает отказ. Лэм и «медленные лошади» проникают в церковь и прячут мемориальную табличку Мина за спинкой скамьи. После ухода остальных сотрудников Слау-хауса Лэм вешает на стенку рукописную записку, в которой упоминается служба Ричарда Боу в качестве агента; записка падает на пол, когда Лэм уходит. |            |                                                 |                  |                              |                 |

### Сезон 3 (2023)
| № общий | № в сезоне | Название                                         | Режиссёр     | Автор сценария               | Дата премьеры   |
| --- | ---------- | ------------------------------------------------ | ------------ | ---------------------------- | --------------- |
| 13 | 1          | «Странные игры» «Strange Games»                  | Сол Мецштейн | Уилл Смит                    | 29 ноября 2023  |
| Шон Донован и Элисон Данн — любовники и оперативники британской разведки, расквартированные в Стамбуле. Однажды ночью Донован преследует Данн, подозревая, что она украла секретный файл из британского посольства. Он теряет её во время погони по городу, а Данн отдаёт папку с надписью «След» неизвестному мужчине. Вскоре Донован находит труп Данн и горюет над ним. Год спустя в Слау-хаусе команда занимается своими рутинными делами. Придя после работы на собрание анонимных алкоголиков, Стэндиш заводит дружбу с Донованом (назвавшимся Джоном и притворившимся членом группы анонимных алкоголиков), и они отправляется в кафе. После того, как Донован упоминает Лэма, Стэндиш пытается улизнуть, но её похищает группа во главе с Донованом. На следующий день «медленные лошади» расследуют причины необычного отсутствия Стэндиш. Ширли и Маркус отправляются в квартиру Стэндиш и обнаруживают, что ночью её не было дома. Луиза прослеживает передвижения Стэндиш до кафе, замечает, что кабели камер видеонаблюдения в переулкеперерезаны, и находит в близлежащем подземном переходе заколку для волос, принадлежащую Стэндиш. В Слау-хаусе Риверу приходит на телефон фотография Стэндиш с пистолетом, приставленном к её голове, и поступает звонок с сообщением: «Мост Барбикан, через минуту, или она умрёт». |            |                                                  |              |                              |                 |
| 14 | 2          | «Жестокие уроки» «Hard Lessons»                  | Сол Мецштейн | Уилл Смит                    | 29 ноября 2023  |
| Никому не сказав о полученном сообщении, Ривер мчится на мост Барбикан и встречает Уэбба, действующего от имени похитителей, которые угрожали его семье. Уэбб поручает Риверу до полудня (через час) выкрасть из штаб-квартиры МИ5 документы о проверке премьер-министра, иначе Стэндиш будет убита. Ривер подозревает, что стал жертвой розыгрыша, пока на груди Уэбба не появляется лазерная мишень снайпера. Ривер получает доступ в Парк, утверждая, что нашёл бриллиант, пропавший во время инцидента в Гласс-хаусе во втором сезоне. Тем временем Луиза продолжает исследовать окрестности кафе и находит связь между брошенной машину и Донованом. Лэм замечает, что за Слау-хаусом ведётся слежка. Ширли и Маркус преследуют одного из наблюдателей, но тот сбегает. Лэм встречается со старым соратником Сэмом Чепменом, и выясняет, что Донован работает в частной военной компании. В Парке Ривер ускользает от Ника Даффи, главы «Псов» (службы безопасности), и пробирается в архивный отдел, украв пропуск у другого «Пса», Хоббса. Архивариус Молли Доран отказывается помочь Риверу найти досье премьер-министра. Звонит Лэм и приказывает Ривер немедленно убираться из Парка, говоря, что Стэндишу ничего не угрожает, потому что похитители — «команда тигров», призванная проверить безопасность МИ5. Ривер тайком выбирается из Парка, но вскоре попадает в плен к Даффи и его команде. |            |                                                  |              |                              |                 |
| 15 | 3          | «Переговоры с тиграми» «Negotiating With Tigers» | Сол Мецштейн | Уилл Смит                    | 6 декабря 2023  |
| Даффи жестоко избивает Ривера в отместку за то, что он выставил «Псов» некомпетентными. Лэмб обнаруживает, что похитители Стэндиш — частная охранная фирма «Атаман», «команда тигров», нанятая министром внутренних дел Питером Джаддом для демонстрации уязвимости системы безопасности МИ5. Джадд использует очевидный успех операции, чтобы вынудить Тирни приватизировать службу безопасности МИ5 и отдать этот бизнес «Атаману», которым руководит старый школьный друг Джадда Слай Монтейт. Однако Монтейт теряет контроль над ситуацией, когда Донован выходит из себя, похищая оперативника «Атамана» Стерджеса и увозя Стэндиш и Стерджеса на новую конспиративную квартиру. Ширли и Маркус несанкционированно проникают в квартиру Донована и узнают о «втором этапе» его плана, который заключается в том, чтобы завладеть Серыми книгами МИ5 — перечнем всех теорий заговора за последние 100 лет . Когда полиция ловит их в квартире, они звонят Лэму, чтобы доказать свою принадлежность к МИ5 и сообщить ему о своей находке, но он увольняет их за некомпетентность. Лэм добивается освобождения Ривера из МИ5 и отправляет его с Луизой в штаб-квартиру «Атамана», где они обнаруживают, что Уэбб все это время работал с «Атаманом». Монтейт отправляет Уэбба заплатить Доновану и добиться освобождения Стэндиш, но ссора приводит к тому, что Донован случайно убивает Уэбба. Лэм прерывает ужин Джадда и Монтейта в шикарном ресторане, пытаясь добиться освобождения Стэндиш. Донован выбрасывает труп Уэбба на улице возле ресторана. |            |                                                  |              |                              |                 |
| 16 | 4          | «Незваные гости» «Uninvited Guests»              | Сол Мецштейн | Марк Дентон и Джонни Стоквуд | 13 декабря 2023 |
| Тирни вновь устанавливает контроль над МИ-5. Она планирует предоставить Доновану доступ к «Серым книгам» в обмен на освобождение Стэндиш, а затем приказать Даффи арестовать его. Тем временем Стерджес на конспиративной квартире узнаёт, что Донован сотрудничает с братом и сестрой Элисон Данн — Беном и Сарой, добиваясь справедливости за её смерть. Стэндиш сочувствует им и сообщает, где они могут найти искомое досье. Тем временем Ривер заботится о своём деде, страдающем провалами в памяти. Родди находит дом, где удерживают Стэндиш, и вместе с Лэмом отправляется спасать её. Ривер и Луиза проводят Донована и Бена в хранилище документов, где Бен признаётся, что «Серые книги» были уловкой и что он ищет другое. После разговора с Дораном Тирни приходит к выводу, что кто-то в Парке спрятал в хранилище папку, предназначенную для Донована. Даффи возглавляет команду наемников «Атаман» и получает от Тирни приказ убить всех, кто находится на объекте, чтобы не допустить утечки информации. |            |                                                  |              |                              |                 |
| 17 | 5          | «Уборка» «Cleaning Up»                           | Сол Мецштейн | Марк Дентон и Джонни Стоквуд | 20 декабря 2023 |
| Тирни сталкивается с Тавернер, которая, как выяснилась, оставила для Донована на складе папку «След», поскольку она содержит доказательства правонарушения, которое приведет к краху карьеры Тирни: несколько лет назад она согласилась тайно протестировать экспериментальное устройство для взлома зашифрованных компьютеров по беспроводной сети. Отказ устройства едва не привел к многочисленным смертельным случаям, и единственный отчет о неудаче сохранился в «Следе». Когда Тирни узнала, что Элисон нашла эту папку и готовилась передать информацию прессе, то послала оперативника убить агента и представить это как самоубийство. Оперативники «Атамана» готовятся войти на склад и размещают снаружи взрывчатку. Ривер предупреждает Лэма, а затем звонит в Слау-хаус и просит о помощи Ширли и Маркуса как раз перед тем, как «Атаман» отключает телефонные линии. Ширли и Маркус вооружаются и едут на объект, надеясь, что благодаря помощи Риверу и Луизе они смогут вернуться на работу к Лэму. Оперативники «Атамана» штурмуют здание и захватывают Дугласа, единственного сотрудника службы безопасности склада, которого вскоре после этого безжалостно казнит Даффи. Лэмб находит Стэндиш в доме Даннов и спасает её от Сары, но прибывают Стерджес и Хоббс с приказом убить всех в доме. Ривер, Луиза, Бен и Донован сопротивляются нападению «Атамана» и находят папку «След», но Бена убивают. |            |                                                  |              |                              |                 |
| 18 | 6          | «Отпечатки ног» «Footprints»                     | Сол Мецштейн | Уилл Смит                    | 27 декабря 2023 |
| Хоббс и Стерджес штурмуют дом Даннов, но их перехитрил Лэмб, который установил в доме ловушки. После короткой борьбы Сара душит Стерджеса, а Лэм убивает Хоббса. Родди предпринимает героическую попытку спасения, врезавшись на автобусе в стену дома, но слишком поздно, чтобы оказать какую-либо помощь. Донован жертвует собой, чтобы позволить Риверу и Луизе сбежать со склада с папкой «След», и Ширли спасает их от засады, устроенной Даффи. Маркус побеждает Даффи в поединке, а Луиза добивает Даффи ударом камня по голове. Лэм сообщает Стэндиш, что её кумир, Чарльз Партнер, был предателем, который использовал её, что заставляет расстроенную Стэндиш уйти из Слау-хауса. Ривер относит «След» своему дедушке, который сжигает документы, беспокоясь о том, какой репутационный ущерб может быть нанесен МИ-5. Предвидя это, Ривер уже сделал копию, которую он сливает в прессу. После этого Тирни и Джадд вынуждены уйти в отставку. |            |                                                  |              |                              |                 |

### Сезон 4 (2024)
| № общий | № в сезоне | Название                                                  | Режиссёр     | Автор сценария                          | Дата премьеры    |
| ------- | ---------- | --------------------------------------------------------- | ------------ | --------------------------------------- | ---------------- |
| 19      | 1          | «Кража личности» «Identity Theft»                         | Адам Рэндалл | Уилл Смит                               | 4 сентября 2024  |
| 20      | 2          | «Незнакомец приезжает в город» «A Stranger Comes to Town» | Адам Рэндалл | Уилл Смит                               | 11 сентября 2024 |
| 21      | 3          | «О чем думаешь?» «Penny for Your Thoughts»                | Адам Рэндалл | Морвенна Бэнкс                          | 18 сентября 2024 |
| 22      | 4          | «Возвращение» «Returns»                                   | Адам Рэндалл | Марк Дентон и Джонни Стоквуд            | 25 сентября 2024 |
| 23      | 5          | «Смертельная опасность» «Grave Danger»                    | Адам Рэндалл | Марк Дентон, Джонни Стоквуд и Уилл Смит | 2 октября 2024   |
| 24      | 6          | «Здравствуй и прощай» «Hello Goodbye»                     | Адам Рэндалл | Уилл Смит                               | 9 октября 2024   |

## Производство и премьера
Сериал был заказан Apple TV+ в октябре 2019 года. Каждый из первых пяти сезонов основан на отдельной книге из серии романов Мика Геррона «Слау-Хаус». В июне 2022 года, перед премьерой второго сезона, шоу было продлено на третий и четвертый сезоны, которые основаны на романах «Реальные тигры» и «Улица призраков». В январе 2024 года сериал продлён на пятый сезон, который будет основан на романе «Лондонские правила». В октябре 2024 года шоу было продлено на шестой сезон, который будет основан на шестой и седьмой книгах серии "Страна Джо и «Слау-Хаус».
Съёмки начались 30 ноября 2020 года в Англии и продолжались до февраля 2021 года, когда Гэри Олдмен и Кристин Скотт Томас были замечены на съёмочной площадке в Вестминстере. Первоначально сериал планировалось снимать в начале года, но съёмки были отложены из-за пандемии COVID-19. В июле 2021 года съёмки прошли в городе Страуд.
Премьера сериала состоялась 1 апреля 2022 года на сервисе Apple TV +. Осенью 2022 года Гэри Олдмен объявил о планах завершить карьеру после окончания съемок в сериале. Премьера второго сезона состоялась 2 декабря 2022 года. Весной 2023 года прошла информация о том, что третий сезон сериала снят полностью; начались съемки четвертого сезона.
Звучащий на титрах трек «Strange Game» исполнил солист Rolling Stones Мик Джаггер, написавший его специально для сериала совместно с основным его композитором Дэниелом Пембертоном.

## Восприятие
На сайте Rotten Tomatoes первый сезон имеет рейтинг 95 % основанный на 60 отзывах, со средней оценкой 7.70/10. Консенсус критиков гласит: «Сериал освежает шпионский жанр, позволяя группе шпионов быть неуклюжими, а Гэри Олдман показывает мастер-класс в роли разведчика старой школы».
На сайте Rotten Tomatoes второй сезон имеет рейтинг 100 % основанный на 26 отзывах, со средней оценкой 8.5/10. Консенсус критиков гласит: «Slow Horses отрицает проклятие второго сезона, который может быть даже лучше своего крайне захватывающего предшественника». Гэри Олдман был номинирован на Золотой глобус и премию BAFTA за роль Лэма.